# Henrica
Henrica — рід грибів родини Verrucariaceae. Назва вперше опублікована 1921 року.